# Kjoestendil (oblast)
Kjoestendil (Bulgaars: Област Кюстендил) is een oblast in het westen van Bulgarije. De hoofdstad is het gelijknamige Kjoestendil en de oblast heeft 119.041 inwoners (2018).

## Geografie
De oblast grenst aan Noord-Macedonië in het zuidwesten en Servië in het noordwesten. Verder grenst Kjoestendil aan de Bulgaarse oblasten Pernik in het noorden, Sofia in het oosten en Blagoëvgrad in het zuiden.
Kjoestendil wordt vooral gekenmerkt door de bovenloop van de rivier de Strymon (Bulgaars: Struma/Струма) en enkele van zijn zijrivieren. Daarnaast bevindt het westelijke deel van het Rila gebergte en het daar liggende, international bekende Rilaklooster in het zuidoosten van de oblast. Op de grens van Servië, maar vooral Noord-Macedonië is het ook bergachtig. Op de grens met Noord-Macedonië bevindt zich de berg Ruen met een hoogte van 2251 meter, onderdeel van de Osogovo.

## Bevolking
Op 31 december 2018 telde de oblast Kjoestendil 119.041 inwoners, waarvan 83.230 mensen in zeven steden en 35.811 mensen verspreid over 175 dorpen op het platteland. De afgelopen deccenia is de bevolking van de oblast flink afgenomen, met name in bergachtige plattelandsgebieden. Zo verloren de gemeenten Trekljano en Nevestino tussen 1946-2018 meer dan 90% van het inwonersaantal. Veel dorpen in de oblast zijn ontvolkt of erg dunbevolkt geraakt. Volgens de meest ongunstige bevolkingsprognose zal de bevolking kunnen inkrimpen tot een dieptepunt van 48.447 personen.
| gemeente Kjoestendil    | 66 951 | 64 880 | 71 336 | 79 756 | 81 525 | 78 328 | 70 573 | 60 681 | 53 273 |
| gemeente Doepnitsa      | 39 989 | 44 569 | 53 141 | 58 185 | 57 310 | 55 737 | 51 471 | 44 988 | 39 414 |
| gemeente Bobov Dol      | 16 584 | 17 772 | 18 119 | 15 942 | 14 453 | 13 655 | 11 755 | 9 067  | 7 498  |
| gemeente Sapareva Banja | 12 769 | 12 331 | 11 876 | 9 923  | 9 841  | 9 544  | 8 981  | 7 528  | 6 660  |
| gemeente Kotsjerinovo   | 15 159 | 14 397 | 13 033 | 10 206 | 8 617  | 7 500  | 6 607  | 5 214  | 4 365  |
| gemeente Bobosjevo      | 11 691 | 10 199 | 8 297  | 6 556  | 5 326  | 4 620  | 3 695  | 2 870  | 2 597  |
| gemeente Rila           | 7 144  | 7 498  | 6 650  | 5 818  | 4 918  | 4 410  | 3 844  | 2 888  | 2 458  |
| gemeente Nevestino      | 22 877 | 18 336 | 13 904 | 9 489  | 7 266  | 5 894  | 4 466  | 2 821  | 2 018  |
| gemeente Trekljano      | 10 217 | 7 304  | 4 618  | 3 001  | 2 207  | 1 659  | 1 142  | 629    | 758    |

#### Demografische indicatoren
In 2016 werden er in totaal 865 kinderen geboren, waarvan 659 in steden en 206 op het platteland. Het geboortecijfer bedroeg toen 6,9‰: in steden bedroeg het 7,6‰ en op het platteland 5,3‰. Er stierven in datzelfde jaar 2.485 mensen. Het sterftecijfer bedroeg 19,9‰, bijna drie keer hoger dan het geboortecijfer. Het sterftecijfer in steden bedroeg 16,1‰, terwijl het op het platteland 28,4‰ bedroeg. De natuurlijke bevolkingsgroei is een van de laagste in heel Bulgarije. Veel dorpen zijn ontvolkt of erg dunbevolkt.
In 2018 bedroeg het vruchtbaarheidscijfer 1,76 kinderen per vrouw: 1,86 in steden en 1,46 in dorpen op het platteland. Het hogere geboortecijfer in steden hangt samen met de grote aantallen Roma.
De oblast is sterk verouderd. Op 31 december 2018 was 27,3% van de bevolking 65 jaar of ouder. Dit percentage is zes procentpunten hoger dan het Bulgaarse gemiddelde (21,3%). Alleen de bevolking van oblast  Vidin is meer vergrijsd.

#### Bevolkingssamenstelling
De bevolking van oblast Kjoestendil is vrij homogeen. Volgens de volkstelling van 2011 vormen etnische Bulgaren, met 88,8% van de bevolking, de grootste bevolkingsgroep. De grootste minderheid vormen de Roma. In de volkstelling van 2011 werden 8.305 Roma geteld, hetgeen 6,1% van de totale bevolking uitmaakt. De meeste Roma leefden in en rondom stedelijke gebieden. Zo woonden er in Kjoestendil alleen al 5.210 Roma en in Doepnitsa zo'n 2.441 Roma.

#### Religie
Volgens de optionele volkstelling van 1 februari 2011 heeft een groot deel van de bevolking geen antwoord gegeven op welke religie ze aanhingen. Het christendom is de grootste religie in Kjoestendil. Ongeveer 87,5% van de bevolking was lid van de Bulgaars-Orthodoxe Kerk. De grootste minderheden vormden mensen zonder religie (9,6%), gevolgd door protestanten (2,3%) en katholieken (0,2%).

## Gemeenten
| - Bobosjevo - Bobov Dol - Doepnitsa - Kotsjerinovo - Kjoestendil |  | - Nevestino - Rila - Sapareva Banja - Trekljano |

Blagoevgrad · Boergas · Chaskovo · Dobritsj · Gabrovo · Jambol · Kjoestendil · Kardzjali · Lovetsj · Montana · Pazardzjik · Pernik · Pleven · Plovdiv · Razgrad · Roese · Silistra · Oblast Sofia · Sofia-Hoofdstad · Sjoemen · Sliven · Smoljan · Stara Zagora · Targovisjte · Varna · Veliko Tarnovo · Vidin · Vratsa